# Futsal Namibia
Futsal Namibia ist der Dachverband des Futsal in Namibia. Er wurde 2020 gegründet, hat seinen Sitz in der Hauptstadt Windhoek und ist seit 2023 von der Namibia Football Association (NFA), dem Fußballdachverband des Landes, anerkannt.
Der Verband nominiert die namibische Futsalnationalmannschaft und organisiert diverse nationale Ligen:
- Futsal Premier League – 2024/25: 16 Mannschaften, Hauptsponsor Namibia Diamond Trading Company (NDTC)[2]
  - Futsal 1st Division – 2024/25: 9 Mannschaften, Hauptsponsor JSB Betting[2]
  - Futsal 2nd Division – 2024/25: 10 Mannschaften
- Futsal Corporate League
- Futsal Women’s Division
- Futsal U17 Boys
- Futsal U17 Girls

Seit März 2025 gibt es auch eine namibische Futsalnationalmannschaft der Frauen.